# Parallelia derogans
Parallelia derogans là một loài bướm đêm trong họ Erebidae.